# تويوتا داينا
تويوتا داينا (يطلق عليها باليابان تويوأيس) هي إحدى طرازات الشاحنات الخفيفة التي تنتجها شركة تويوتا للسيارات.
يباع هذا الطراز باليابان تحت اسمي داينا وتويوأيس. كان أول طراز تويوأيس 1959 هو تعديل وتطوير لطراز إس ك بي (SKB) السابق وللسيارة سبعة أجيال حتى اليوم ولها نسخة هجينة.